# Azienda dell'acciaio di Esfahan
L'Azienda dell'acciaio di Esfahan (in persiano شرکت ذوب آهن اصفهان‎, in inglese Esfahan Steel Company, acronimo ESC), nota come Azienda dell'acciaio di Esfahan Luce degli ariani (in persiano شرکت ذوب آهن آریامهر‎) prima della rivoluzione iraniana del 1979, è un'azienda iraniana di produzione dell'acciaio con sede a Esfahan, la terza del paese dopo la Fooladshahr e la  Zarrinshahr, controllata dal Ministero dell'industria, delle miniere e del commercio dell'Iran.
Possiede una squadra di calcio, lo Zob Ahan.